# Чеботарёв, Андрей Харитонович
Андрей Харитонович Чеботарёв (1784—1833) — адъюнкт химии и технологии Московского университета, масон.

## Биография
Родился 28 февраля (10 марта) 1784 года в семье будущего первого выборного ректора Московского университета Х. А. Чеботарёва. В сентябре 1797 года поступил в университетскую гимназию, а в 1800 году стал студентом Московского университета, где слушал лекции по философии, физико-математическим и юридическим наукам. В 1803 году был награждён за отличные успехи золотой медалью, а 2 марта в 1804 года, по окончании университета, был удостоен звания кандидата физико-математических наук и определён учителем физики в университетский благородный пансион.
В следующем 1805 году, 30 июня, Чеботарёв получил звание магистра философии и стал членом-основателем Общества испытателей природы; 8 августа 1805 года он был отправлен за границу для усовершенствования в практических технологических исследованиях.
В 1805 году был посвящён в масонство в ложе «Урания», по возвращении в Россию принимал участие в тайных собраниях масонов «теоретического градуса» в Москве.
В 1806 году он был принят в члены Берлинского гуманического и фармацевтико-химического общества, а также получил диплом на степень доктора философии и этико-политических наук от Кенигсбергского университета и диплом на степень доктора по философии и физико-математическим наукам от Московского Университета.
15 января 1807 года он был назначен адъюнктом химии и технологии при Московском Университете. Кроме лекций студентам по химии, пантотехнологии, белильному и красильному производствам и металлургии, он читал ещё в 1807 и 1808 годах русским фабрикантам «основания белильного, красильного и набивального искусств», а в 1809 году читал в университете основания политехнологических наук (в том числе о прикладной химии Шапталя) и продолжал чтение этих наук до своего выхода в отставку из университета в 1812 году.
С 1807 года Чеботарёв был членом Санкт-Петербургского Вольного экономического общества и Московского Общества истории и древностей Российских.
С 1 мая 1810 года он преподавал в университетском благородном пансионе естественное и римское право и политическую экономию, а в следующем году был переведён в университетскую гимназию преподавателем естественных наук.
С 1807 по 1810 год он служил в Цензурном комитете, а в июле 1811 года был избран членом и секретарём Комитета, учреждённого для сочинения инструкций учёным русским путешественникам по России.
Покинув московский университет, А. Х Чеботарёв переехал в Санкт-Петербург, где 29 февраля 1812 года стал старшим пробирером в Лаборатории при Департаменте горных и соляных дел. Вскоре он был командирован на золотые прииски в Сибирь, откуда возвратился лишь в 1823 году и сразу был назначен председателем Казенной Палаты в Херсон, но по особым обстоятельствам вскоре удалён от этой должности и проживал некоторое время в Москве. Вскоре А. Х. Чеботарёв стал директором частного общества и вновь отправился в Сибирь — на золотые прииски.
Пробыв в Сибири до 1828 года, Чеботарёв возвратился в Москву; жил в доме своего зятя, доктора М. Я. Мудрова, с которым в сентябре 1830 года отправился в Саратов, где занимал должность секретаря при холерном комитете. 15 декабря 1832 года была подписана Министром Двора бумага об определении его помощником директора Петербургского стеклянного завода.
Умер 20 февраля (4 марта) 1833 года.
А. Х. Чеботарёв не оставил после себя никаких учёных трудов. Из сочинений и переводов его известны только следующие:
- «Твёрдые намерения молодого человека, наставленного в истинах и должностях закона христианского» (Иппокрена, 1799, ч. II) и (Друг Юношества, 1808, дек.)
- «Юный Перс Кир, Артакс и Придворные» (Иппокрена, 1799, ч. І)
- «Филиция Вильмар, или Изображение человеческой жизни» (сочинение г-на Бланшара, перевод с французского, М., 1805, 3 части)
- «Герцогиня де ла Вальер» (сочинение г-жи Жанлис, перевод с французского, М., 1815, 4 части).